# Martina Kaiser (Galeristin)
Martina Kaiser (* 6. November 1961 in Saarburg) ist eine deutsche Galeristin mit dem Fokus auf zeitgenössischer Kunst.

## Leben
Ihre Tätigkeit im Kunstmarkt begann 1997 im „Kunsthaus“ in der Kölner Apostelnstraße. Das vom deutschen Kurator und Kunstagenten Reiner Opoku geführte Kunsthaus fungierte bis 2002 als neuartiges Konzept eines Art Stores, in dem ausgewählte Originale, Grafiken, Editionen und Ready mades von Künstlern wie Pablo Picasso, Robert Rauschenberg, Roy Liechtenstein, Mel Ramos, Sigmar Polke und Julian Schnabel vertrieben wurden.
Nach der Schließung des Kunsthauses avancierte Kaiser 2003 zur selbständigen Kunsthändlerin mit ersten Galeriestandorten in der St. Apernstraße sowie der Albertusstraße, wo sie in den ehemaligen Räumen von Rudolf Zwirner residierte. Im Jahr 2011 übernahm sie die Galerieräume von Paul Maenz in der Bismarckstraße 50. An dieser Stelle befindet sich nun die Galerie Martina Kaiser, die sich auf zeitgenössische Kunst fokussiert.
Martina Kaiser ist Mutter von drei Kindern und lebt im Rheinland.

## Galerie
Die Eröffnung der unter ihrem Namen geführten Galerie feierte Martina Kaiser im November 2011 mit Werken des Fotokünstlers und Filmproduzenten Michael Souvignier.
Lag der Schwerpunkt anfangs primär auf jungen Künstlern und Absolventen der Kunstakademie Düsseldorf, wurde das Portfolio im Laufe der Zeit ausgeweitet und umfasst heute zunehmend internationale Positionen, u. a. von Zhuang Hong Yi, Jiři Georg Dokoupil, Julian Schnabel, Arne Quinze, Umberto Ciceri, Aljoscha und Werner Klotz. Einzelausstellungen widmete Martina Kaiser auch Künstlern, die maßgeblich für die Kunstgeschichtsschreibung des Rheinlands verantwortlich waren, wie Daniel Spoerri, Otto Piene und Martin Noël. Aber auch jungen Künstlern wie Alexander Höller bietet die Galerie Martina Kaiser ein Forum.
Kaiser setzt sich ferner dafür ein, die Relevanz und Sichtbarkeit von Frauen auf dem Kunstmarkt zu steigern. Deshalb initiiert sie regelmäßig Gruppenausstellungen mit Künstlerinnen, so wie bereits 2013 mit Rosemarie Trockel, Karin Kneffel und Sabine Moritz oder 2018 mit Leiko Ikemura, Katharina Jahnke und Sabine Moritz. Weitere Ausstellungen stellten Positionen von Cornelia Schleime, Ingeborg zu Schleswig-Holstein und Johanna Wiens vor.
Die Galerie Martina Kaiser kooperiert für externe Ausstellungen und Kunstevents u. a. mit KölnKongress und DJE Kapital.
2018 initiierte sie die erste museale Einzelausstellung von Zhuang Hong Yi in Deutschland, wofür sie das Museum Ulm gewinnen konnte.
Zusammen mit der Architektin Claudia Pannhausen und der ehemaligen Dombaumeistern Barbara Schock-Werner setzt sich Martina Kaiser für die Restaurierung und Instandsetzung der im öffentlichen Raum ausgestellten Skulptur „Licht und Bewegung“ von Otto Piene in der Kölner Hohe Straße ein.
Seit 2018 ist sie Mitglied im Board von „Köln Galerien“.